# Vittatispora coorgii
Vittatispora coorgii är en svampart som beskrevs av P. Chaudhary, J. Campb., D. Hawksw. & K.N. Sastry 2006. Vittatispora coorgii ingår i släktet Vittatispora och familjen Ceratostomataceae.   Inga underarter finns listade i Catalogue of Life.